# Sertão
Sertão är en kommun i Brasilien.   Den ligger i delstaten Rio Grande do Sul, i den södra delen av landet, 1 400 km söder om huvudstaden Brasília. Antalet invånare är 6 294.
Trakten runt Sertão består till största delen av jordbruksmark. Runt Sertão är det mycket glesbefolkat, med 6 invånare per kvadratkilometer.